# (No Pussyfooting)
(No Pussyfooting) – debiutancki album duetu Fripp & Eno wydany w 1973 roku przez wytwórnię Island Records.
Polskie Radio utwór „Swastika Girls” prezentowało pod tytułem „Dziewczęta maskotki”.

## Lista utworów
| 1. | „The Heavenly Music Corporation” | 20:55 |
|    |                                  |       |
| 2. | „Swastika Girls”                 | 18:43 |
|    |                                  |       |
|    |                                  | 39:38 |
|    |                                  |       |

## Twórcy
- Robert Fripp – gitara
- Brian Eno – instrumenty klawiszowe